# روباتو

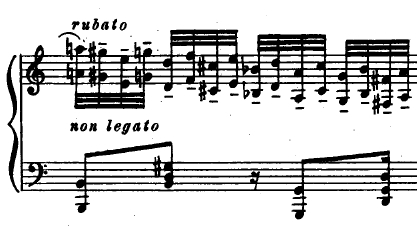
نگاره ایی از روباتو

روباتو (به ایتالیایی: tempo rubato) (تلفظ ایتالیایی: [ˈtɛmpo ruˈba:to]) اصطلاحی در موسیقی است که به کاهش یا افزایشِ جزئیِ تُندا (تمپو) در هنگام اجرای قطعات موسیقی به‌منظورِ ایجادِ کیفیتِ بیانیِ بهتر گفته می‌شود.
روباتو بیشتر در موسیقی رمانتیک رایج است.